# Président de l'Assemblée nationale (Afrique du Sud)
Pour des articles plus généraux, voir Parlement d'Afrique du Sud et Assemblée nationale (Afrique du Sud).
Pour les articles homonymes, voir Président de l'Assemblée nationale.
Le président de l'Assemblée nationale dirige les débats et organise les travaux de l'Assemblée nationale, la chambre basse du Parlement. 

## Fonction
Le président de l'Assemblée nationale est ainsi élu et démis de ses fonctions selon les modalités suivantes : 
« 1° Lors de la première séance après son élection, ou lorsque cela est nécessaire pour combler un poste vacant, l'Assemblée nationale doit élire un président et un vice-président parmi ses membres ;
 2° Le juge en chef doit présider l'élection d'un président ou désigner un autre juge pour le faire. Le président préside l'élection d'un vice-président ;
 3° […] ;
 4° L'Assemblée nationale peut destituer le président ou le vice-président de ses fonctions par résolution. La majorité des membres de l'Assemblée doit être présent lorsque la résolution est adoptée ;
 5° En ce qui concerne ses règles et ordonnances, l'Assemblée nationale peut élire parmi ses membres d'autres présidents pour assister le président et le vice-président. »
— Article 52 de la Constitution

### Organisation
Le président joue le rôle d'« arbitre » et prend en charge les débats pour s’assurer que les députés peuvent participer librement tout en respectant les règles. Le Président a également des fonctions de gestion pour assurer le bon fonctionnement du Parlement.
Le mandat du Président comporte deux volets. Il est constitutionnel et institutionnel. Ce mandat est par ailleurs double au niveau de l'Assemblée nationale et au niveau parlementaire. Dans les deux cas, il s'agit d'interagir avec les secteurs internationaux, continentaux, régionaux et nationaux de la communauté mondiale. 
Chaque parti politique à l'Assemblée élit un whip en chef pour gérer ses affaires. Les présidents de séance, les whips en chef et le chef des affaires du gouvernement décident ensemble du programme de travail.

## Liste des titulaires

### Présidents de la Chambre d'assemblée du Cap (1854–1910)
| N° | Portrait              | Titulaire (Naissance-mort)             | Mandat | Mandat | Mandat |
| N° | Portrait              | Titulaire (Naissance-mort)             | Début  | Fin    | Durée  |
| -- | --------------------- | -------------------------------------- | ------ | ------ | ------ |
| 1  | Sir Christoffel Brand | Sir Christoffel Brand (en) (1797-1875) | 1854   | 1873   | 19 ans |
| 2  | Sir David Tennant     | Sir David Tennant (en) (1829-1905)     | 1874   | 1895   | 21 ans |
| 3  | Sir Henry Juta        | Sir Henry Juta (en) (1857-1930)        | 1896   | 1898   | 2 ans  |
| 4  | Sir Bisset Berry      | Sir Bisset Berry (en) (1839-1922)      | 1899   | 1907   | 8 ans  |
| 5  | James Tennant Molteno | James Tennant Molteno (en) (1865-1936) | 1908   | 1910   | 2 ans  |

### Présidents de la Chambre d'assemblée (1910-1994)
| N° | Portrait                     | Titulaire (Naissance-mort)                 | Mandat            | Mandat           | Mandat                      | Parti politique       | Parti politique    |
| N° | Portrait                     | Titulaire (Naissance-mort)                 | Début             | Fin              | Durée                       | Parti politique       | Parti politique    |
| -- | ---------------------------- | ------------------------------------------ | ----------------- | ---------------- | --------------------------- | --------------------- | ------------------ |
| 1  | James Tennant Molteno        | Sir James Tennant Molteno (en) (1865-1936) | 1er novembre 1910 | 18 novembre 1915 | 5 ans et 17 jours           |                       | SAP                |
| 2  | Joel Krige                   | Joel Krige (en) (1866-1933)                | 19 novembre 1915  | 24 juillet 1924  | 8 ans, 8 mois et 5 jours    |                       | SAP                |
| 3  | Ernest George Jansen         | Ernest George Jansen (1881-1959)           | 25 juillet 1924   | 19 juin 1929     | 10 ans, 10 mois et 25 jours |                       | NA                 |
| 4  | Jan Hendrick Hofmeyr de Waal | Jan Hendrik Hofmeyr de Waal (1871-1937)    | 19 juillet 1929   | 25 mai 1933      | 3 ans, 10 mois et 6 jours   |                       | NA                 |
| 3  | Ernest George Jansen         | Ernest George Jansen (1881-1959)           | 26 mai 1933       | 21 janvier 1944  | 10 ans, 5 mois et 26 jours  |                       | NA (jusqu'en 1934) |
| 3  | Ernest George Jansen         | Ernest George Jansen (1881-1959)           | 26 mai 1933       | 21 janvier 1944  | 10 ans, 5 mois et 26 jours  | UP (à partir de 1934) |                    |
| 5  | Clifford Meyer van Coller    | Clifford Meyer van Coller (1876-1977)      | 22 janvier 1944   | 5 août 1948      | 4 ans, 6 mois et 14 jours   |                       | UP                 |
| 6  | Jozua François Naudé         | Jozua François Naudé (1889-1969)           | 6 août 1948       | 7 novembre 1950  | 2 ans, 3 mois et 1 jour     |                       | NA                 |
| 7  | Johannes Hendrik Conradie    | Johannes Hendrik Conradie (en) (1897-1966) | 19 janvier 1951   | 31 décembre 1960 | 9 ans, 11 mois et 12 jours  |                       | NA                 |
| 8  | Henning Klopper              | Henning Klopper (en) (1895-1985)           | 20 janvier 1961   | 1er août 1974    | 13 ans, 6 mois et 12 jours  |                       | NA                 |
| 9  | Alwyn Schlebusch             | Alwyn Schlebusch (1917-2008)               | 2 août 1974       | 25 janvier 1976  | 1 an, 5 mois et 23 jours    |                       | NA                 |
| 10 | Jannie Loots                 | Jannie Loots (1914-1998)                   | 26 janvier 1976   | 30 juillet 1981  | 5 ans, 6 mois et 4 jours    |                       | NA                 |
| 11 | J.P. du Toit                 | J.P. du Toit                               | 31 juillet 1981   | 13 février 1983  | 1 an, 6 mois et 13 jours    |                       | NA                 |
| 12 | Johan Greeff                 | Johan Greeff (1921-2004)                   | 14 février 1983   | 31 décembre 1986 | 3 ans, 10 mois et 17 jours  |                       | NA                 |
| 13 | Louis le Grange              | Louis le Grange (1928-1991)                | 1er janvier 1987  | 26 octobre 1991  | 4 ans, 9 mois et 25 jours   |                       | NA                 |
| 14 | Gene Louw                    | Gene Louw (1931-2015)                      | 14 novembre 1991  | 9 mai 1994       | 2 ans, 5 mois et 25 jours   |                       | NA                 |

### Présidents de l'Assemblée nationale (depuis 1994)
| N°                                                                        | Portrait                | Titulaire, (Naissance-mort)               | Mandat            | Mandat                   | Mandat                    | Parti politique | Parti politique |
| N°                                                                        | Portrait                | Titulaire, (Naissance-mort)               | Début             | Fin                      | Durée                     | Parti politique | Parti politique |
| ------------------------------------------------------------------------- | ----------------------- | ----------------------------------------- | ----------------- | ------------------------ | ------------------------- | --------------- | --------------- |
| 1                                                                         | Frene Ginwala           | Frene Ginwala (1932-2023)                 | 9 mai 1994        | 12 juillet 2004          | 10 ans, 2 mois et 3 jours |                 | ANC             |
| 2                                                                         | Baleka Mbete            | Baleka Mbete (née en 1949)                | 12 juillet 2004   | 25 septembre 2008        | 4 ans, 2 mois et 13 jours |                 | ANC             |
| 3                                                                         | Gwen Mahlangu-Nkabinde  | Gwen Mahlangu-Nkabinde (en) (née en 1955) | 25 septembre 2008 | 6 mai 2009               | 7 mois et 11 jours        |                 | ANC             |
| 4                                                                         | Max Sisulu              | Max Sisulu (en) (né en 1945)              | 6 mai 2009        | 21 mai 2014              | 5 ans et 15 jours         |                 | ANC             |
| (2)                                                                       | Baleka Mbete            | Baleka Mbete (née en 1949)                | 21 mai 2014       | 22 mai 2019              | 5 ans et 1 jour           |                 | ANC             |
| 5                                                                         | Thandi Modise           | Thandi Modise (née en 1959)               | 22 mai 2019       | 5 août 2021              | 2 ans, 2 mois et 14 jours |                 | ANC             |
| Solomon Lechesa Tsenoli (en) assure l'intérim du 5 août au 19 août 2021.  |                         |                                           |                   |                          |                           |                 |                 |
| 6                                                                         | Nosiviwe Mapisa-Nqakula | Nosiviwe Mapisa-Nqakula (née en 1956)     | 19 août 2021      | 3 avril 2024 (démission) | 2 ans, 7 mois et 15 jours |                 | ANC             |
| Solomon Lechesa Tsenoli (en) assure l'intérim du 25 mars au 14 juin 2024. |                         |                                           |                   |                          |                           |                 |                 |
| 7                                                                         | Thoko Didiza            | Thoko Didiza (née en 1965)                | 14 juin 2024      | en cours                 | 9 mois                    |                 | ANC             |